# Anatopynia elongata
Anatopynia elongata är en tvåvingeart som först beskrevs av Tokunaga 1964.  Anatopynia elongata ingår i släktet Anatopynia och familjen fjädermyggor. Inga underarter finns listade i Catalogue of Life.